# اچ‌ام‌اس هرماینی (۱۸۹۳)
اچ‌ام‌اس هرماینی (۱۸۹۳) (به انگلیسی: HMS Hermione (1893)) یک کشتی بود که طول آن ۳۲۰ فوت (۹۸ متر) بود. این کشتی در سال ۱۸۹۳ ساخته شد.